# Лидице
Лидице (на чешки: Lidice; на немски: Liditz) е село в Чехия, Среднобохемски край, окръг Кладно.
Известно е с наказателната акция на хитлеристи от СС на 10 юни 1942 г., когато мъжете са избити, жените са пратени в концлагер, а селото е изгорено.

## География
Селото е разположено на 20 км северозападно от Прага. Населението му днес е 452 души (1 януари 2012).

## Преди войната
За първи път селото е споменато в исторически документи през 1318 г. След индустриализацията на областта повечето от жителите му работят в мини и фабрики в съседните градове Кладно и Слани.

## Атентат срещу Х. Хайдрих
Известно е от историята като напълно унищожено на 10 юни 1942 г. от германците по време на Втората световна война с наказателна акция заради покушението над висшия функционер на СС обергрупенфюрер Райнхард Хайдрих, райхспротектор на протектората Бохемия и Моравия, началник на РСХА.
При атентата, извършен от членове на чешката съпротива, подбудени и обучени специално за това от британските специални служби, Хайдрих е ранен сериозно, поради което му е изваден далакът. На 3 юни състоянието му започва даже да се подобрява, но вследствие от получена инфекция, която не била овладяна, получава отравяне на кръвта и на 4 юни умира.

### Първи реакции на властта
Като научава за смъртта на Хайдрих, Хитлер изпада в шок и бяс. Още на 3 юни британците и техните чешки изпълнители, в резултат от вестите за състоянието на Хайдрих, задействат по-нататъшния сценарий по реализацията на подривния си план. В Гестапо е получена дезинформация, че атентатът е осъществен от 2 чешки пилоти, които били емигрирали във Великобритания и които били укрити от съселяните на роднините им от село Лидице. Шеленберг отбелязва в спомените си, че на 4 юни при вбесения фюрер влетял Хайнрих Мюлер с предварително поднесената му дезинформация, и Хитлер наредил безжалостни мерки спрямо извършителите и техните укриватели-помагачи.

### Масови убийства в селото
Унищожаването на Лидице (9 и 10 юни) е жестоко историческо събитие, при което централното бохемско село Лидице е унищожено и голяма част от жителите му са убити от германските нацистки окупатори. След успешното убийство на Райнхард Хайдрих от чехословашки парашутисти през 1942 г., село Лидице е опожарено и изравнено със земята в резултат на хейдрихиадата, а цялото местно население е екзекутирано или изпратено в концентрационни лагери. Общият брой на жертвите достига 340 (192 мъже, 60 жени и 88 деца).
Вечерта на 9 юни Лидице е обграден от части на Вермахта (от Слане) и германската полиция и на никого не е позволено да напусне селото. Организаторите на това клане вече са там за екзекуциите. Командването е в състав от:
```
   SS-Хауптщурмфюрер Валтер Якоби (командир, отговарящ за  SD в Прага)
   SS-Хауптщурмфюрер Харалд Висман (командир на Гестапо в Клагенфурт)
   SS-Щандартенфюрер Dr. Ханс-Улрих Гешке (командир на Staatspolizeileitstelle на Пражкото Гестапо)
   SS-Оберщурмфюрер Макс Росток (командир на SD в Кладно)
   SS-Унтерщурмфюрер Томас Томсен (заместник на Wiesmann)
   Майор от полиция по сигурнстта Аугуст Марведел (командир на Kladno Schupo)
   SS-Оберщурмбанфюрер Вилхелм Лаймер (командир на парашутната част)
```

Кметът е принуден да предаде всички общински ценности, а жителите започват да бъдат извеждани от домовете им след полунощ. Мъжете на възраст над 15 години са събрани в мазето и плевнята на имението на Хорак. Всички по-ценни неща, коне, добитък, селскостопански машини и др., са събрани и откарани в съседния Бущенград.
Сутринта на 10 юни 1942 г. Карл Х. Франк лично пристига на мястото, за да ръководи ликвидирането на селото. Жените и децата първо са откарани в местното училище, а на разсъмване са откарани с автобуси до физкултурния салон на гимназията в Кладно. Междувременно стените на плевнята в съседство с фермата на Хорак са постлани със слама и дюшеци (срещу отразени куршуми) и е подготвен взвод за разстрел. След това мъжете (всичките 172 в селото) са изведени на групи (първо по петима, след това по десет) в съседната градина и застреляни там. Включително и 14-годишно момче взето от баща си. Кметът Франтишек Хейма, който е трябвало да потвърди самоличността на жертвите е един от последните убити.
Общо 173 от тях са убити на това място, включително енорийският свещеник на Лидице Йозеф Щемберка. Най-възрастният е на 84, най-младият Йозеф Хроник на 14 години. След като са разделени от децата си в гимназия в Кладно, 195 жени са депортирани в концентрационния лагер Равенсбрюк, където 52 от тях са убити. Шест бременни жени са доведени в Прага, отделени от новородените им след раждането и също депортирани в концентрационния лагер Равенсбрюк.
Всички къщи, включително училището, църквата и енорията, са залети с бензин и подпалени. През следващите седмици и месеци останките от опожарените сгради са взривени, гробището е унищожено, включително ексхумация на мъртвите, дърветата са изсечени (с изключение на едно крушово дърво близо до потока, което се счита за сухо от германците), развалините са извозени до езерото Podhorův и всичко беше изравнено до неузнаваемост. На мястото е построена железопътна линия, за да се премахнат отломките. Коритото на потока дори е разместено на няколко места, за да не остане нищо на мястото си. Филмови кадри, заснети от самите нацисти, все още свидетелстват за унищожителната работа. Районът, където се намира Лидице, трябва да бъде превърнат в голо поле и името на селото да бъде изтрито от картите.
За да погребат убитите жители, са изпратени евреи-концлагеристи от Терезин, които изкопават гроб и поставят мъртвите в него. Много от тях побеляват през тези няколко дни.
Съгласно постановление на министъра на вътрешните работи № 25/1943 г. Сб. относно промените в официалните имена на общини и техните части, разрешени през 1942 г., „името на бившата община Лидице в административния окръг Кладно е обявено за завинаги заличено“
На 16 юни 1942 г. други 26 жители на Лидице са екзекутирани на стрелбището в Прага-Кобилиси: седем жени и осем мъже от семействата Хорак и Стрибрни, които са затворени по-рано, както и девет възрастни мъже, които са извън Лидице във фаталната нощ (седем на работа, един в болница и един се криел в гората за няколко дни) и две момчета на 15 години.

## Съдбата на децата на Лидице
След като са отделени от майките си, децата са депортирани в лагера „Имигрантски център Лицманщат“ на Гнайзенаущрасе 41 в Лицманщат (Лодз) и разделени според расови критерии. Седем от тези деца са отведени в дом Лебенсборн за германизация, докато други три вече са били отделени в Кладно. Останалите 81 деца са депортирани в лагера за унищожаване Кулмхоф (Хелмно) и там са обгазени с изгорели газове и убити в кола на SS. Едно от децата, които са били отделени в Кладно, по-късно е убито по същия начин заедно с единадесетте деца на Лежаки.
Останалите девет деца, разделени с цел „германизация“, са открити отново след Втората световна война, както и две от шестте, родени след 10 юни 1942 г.; другите четири са починали. Седем деца, които са на възраст под една година, също са отведени в дом за деца, шест от които оцеляват след войната. След Втората световна с много усилия оцелелите деца са намерени в немски семейства и институции и върнати на роднините им, но са открити само 17 деца. В Засниц е положен камък в памет на Емили Фрей (1934 – 2012), едно от децата на Лидице.
Сто осемдесет и четири жени от Лидице, които са били отделени от децата си на 12 юни 1942 г., са (с изключение на няколко бременни жени, които са временно оставени в Прага) транспортирани до концентрационния лагер Равенсбрюк. Още дванадесет с изпратени допълнително в Равенсбрюк през следващите месеци. Петдесет и три лидийски жени загиват в концентрационни лагери и по пътя на смъртта.
Общо 340 жители на Лидице загубват живота си (192 мъже, 60 жени и 88 деца).
Няколко дни след Лидице близкото село Лежаки също е нападнато от част на СС, като всичките 33 жители – мъже и жени, са застреляни.

### Отзиви по света
Престъпното унищожение на Лидице възмущава целия свят със своето планиране и хладнокръвие. Много градове в Мексико, Бразилия и САЩ са преименувани на Лидице в знак на протест срещу нацистките престъпления; новородени деца са кръщавани на името на Лидице. Британски миньори основават движението Lidice shall live (Лидице ще живее) и организират събиране на помощи за възстановяване на селото. Чехословашките танкове и самолети се бият под името Лидице на източния и западния фронт. Заедно с френското село Орадур-сюр-Глан (унищожено през 1944 г.), Лидице се превръща в един от символите на борбата срещу германския нацизъм в очите на световната общественост.
Историята на Лидице скоро е филмирана на няколко пъти – може би най-впечатляващият беше филмът „Тихото село“ (Silent Village), заснет с любители-актьори в реалната среда на уелското миньорско селище Cwmgiedd.
Събитията в окупирана Чехословакия не остават без политически отзвук. Малко след убийството на Хайдрих и последвалото клане в Лидице и Лежак, правителствата на Великобритания (5 август) и Франция (29 септември) признават Мюнхенското споразумение за невалидно от самото начало.

### Наказание на извършителите
Мари Долежалова дава показания на един от следващите процеси в Нюрнберг.
Карл Херман Франк е осъден и екзекутиран през 1946 г. в Прага. Валтер Якоби, Харалд Висман и Томас Томсен са осъдени и екзекутирани в Прага през 1947 г. Ханс-Улрих Гешке изчезва през 1945 г. и официално е обявен за мъртъв през 50-те години на 20 век. Макс Росток е осъден на смърт в Прага през 1951 г., но присъдата му е заменена с доживотен затвор през 1958 г. Той става служител на StB, освободен е и през 1960 г. е изпратен като шпионин в Западна Германия, където умира през 1986 г. Вилхелм Лаймер е екстрадиран за Смерш след войната и вероятно е екзекутиран в Москва през 1945 г. 
Унищожаването на Лидице и съдбата на децата от Лидице са част от обвинителния акт в процеса RuSHA, един от последвалите Нюрнбергски процеси. По време на съдебното производство свидетелстват децата на Лидице: Мари Хафнова и Мари Долежалова.

### Подобни събития по света
Съдбата на Лидице не беше уникална; кланетата на цивилни се случиха в цяла Европа по време на Втората световна война. Да си припомним Кортелиси и Чески Малин (Украйна), Хатин (Беларус), Ченстохова (Полша), Орадур (Франция), Марцаботто (Италия), Дистомо и Кондомари (Гърция), Остри Грун и Клак (Словакия) или Чешки лагери, моравските села Яворжичко, Площина и Прлов.
В днешна Беларус, където по време на войната са убити над два милиона души, са разрушени над пет хиляди села и селища. Хатин, където 149 жертви са изгорени живи, включително 75 деца, се превърна в символ. 459 селища са били унищожени в Украйна, от които Чески Малин е най-запомнен в Чехия, където над 300 чешки заселници са били убити през 1943 г.

### Пропаганда по случая
Някои изследователи по случая Лидице, като германския следвоенен разследващ журналист Хайнц Хьоне, не изключват възможността нацистите да са използвали психологически трик, с който поради липсващата оперативна информация да опитат да запълнят пропуска на контраразузнаването им. Към онзи момент Германия печели войната, а и има нужда от работна ръка, така че не се изключва възможността селяните да са репатрирани в трудови лагери и умишлено да е представена невярна информация пред обществеността с цел разкриване на извършителите, което и става. В случая това обстоятелство е добро дошло и раздухано след войната като доказателство за людоедството на нацисткия режим и съответно за военните престъпления и тези срещу човечеството. Такива интерпретации продължават да присъстват като коментари и до днес в масмедиите.

### Разправа с извършителите
Научавайки за изчезването на Лидице, чехите изпадат в шок от случилото се. Те са изплашени. В резултат от тези съобщения, както и от последвалите, че властите ще продължат в същия дух, на 13 юни в Гестапо се получава писмо, даващо доста информация за конспирацията по атентата. На 16 юни в пражкото Гестапо се явява Карел Чурда – член на съпротивата, който, потресен, притеснен и разкаян, разкрива заговорниците.
На 18 юни 1942 г. извършителите на атентата срещу Хайдрих загиват в престрелка с обкръжилите ги части на Гестапо в архиепископската православна църква „Св. св. Кирил и Методий“ в Прага.

## След войната
Макар че на информатора Чурда, след като е възнаграден с обещаната парична награда, му е сменена самоличността за запазване на живота му, след войната новото чехословашко правителство, съставено от прозападни демократи и привърженици на съветския комунистически режим, го издирват и откриват, обвинен е в предателство, в съдебен процес е осъден и е обесен в пражки затвор на 29 април 1947 г.
Територията на стария Лидице е обявена за национален паметник-мемориал; има музей с целогодишна изложба в чест на лидийската трагедия. Има и бронзова скулптура на 82 лидийски деца, убити в Хелмн, която е дело на живота на скулпторката Мари Ухитилова, която също напомня за всички деца, жертви на войната. Близо до него селото е изградено наново през 1945 – 1949 г.
На трагическите събития в Лидице са посветени симфоничната поема „Паметник на Лидице“ (1943) на чешкия композитор Бохуслав Мартин и чешкият игрален филм „Лидице“ (2011) с чешко-американския актьор Карел Роден и словашката актриса и режисьорка Зузана Фиалова.

## Други
На Лидице е наречена улица в квартал „Гео Милев“ в София (Карта).